# Tarfejűhalfélék
A tarfejűhalfélék (Alepocephalidae) a csontos halak (Osteichthyes) főosztályának sugarasúszójú halak (Actinopterygii) osztályába és a bűzöslazac-alakúak (Osmeriformes) rendjébe tartozó család. 17 nem és 91 faj tartozik a családba
Mélytengeri fajokat foglal magába. Nincsen zsírúszójuk, hátúszójuk a farok közelébe tolódott el, vázuk, – mint általában a mélytengeri halaké, – tökéletlenül csontosodott el, úszóhólyagjuk pedig visszafejlődött.

## Rendszerezés
A családba az alábbi nemek és fajok tartoznak.
- Alepocephalus (Risso, 1820) – 20 faj
  - Alepocephalus agassizii
  - Alepocephalus andersoni
  - Alepocephalus antipodianus
  - Alepocephalus asperifrons
  - Alepocephalus australis
  - Baird-tarfejűhal (Alepocephalus bairdii)
  - Alepocephalus bicolor
  - Alepocephalus blanfordii
  - Alepocephalus dentifer
  - Alepocephalus fundulus
  - Alepocephalus longiceps
  - Alepocephalus longirostris
  - Alepocephalus melas
  - Alepocephalus owstoni
  - Alepocephalus planifrons
  - Alepocephalus productus
  - Alepocephalus rostratus
  - Alepocephalus tenebrosus
  - Alepocephalus triangularis
  - Alepocephalus umbriceps

- Asquamiceps (Zugmayer, 1911) – 4 faj
  - Asquamiceps caeruleus
  - Asquamiceps hjorti
  - Asquamiceps longmani
  - Asquamiceps velaris

- Aulastomatomorpha (Alcock, 1890) – 1 faj
  - Aulastomatomorpha phospherops

- Bajacalifornia (Townsend & Nichols, 1925) – 7 faj
  - Bajacalifornia aequatoris
  - Bajacalifornia arcylepis
  - Bajacalifornia burragei
  - Bajacalifornia calcarata
  - Bajacalifornia erimoensis
  - Bajacalifornia megalops
  - Bajacalifornia microstoma

- Bathyprion (Marshall, 1966) – 1 faj
  - Bathyprion danae

- Bathytroctes (Günther, 1878) – 11 faj
  - Bathytroctes breviceps
  - Bathytroctes elegans
  - Bathytroctes inspector
  - Bathytroctes macrognathus
  - Bathytroctes macrolepis
  - Bathytroctes michaelsarsi
  - Bathytroctes microlepis
  - Bathytroctes oligolepis
  - Bathytroctes pappenheimi
  - Bathytroctes squamosus
  - Bathytroctes zugmayeri

- Conocara (Goode & Bean, 1896) – 9 faj
  - Conocara bertelseni
  - Conocara fiolenti
  - Conocara kreffti
  - Conocara macropterum
  - Conocara microlepis
  - Conocara murrayi
  - Conocara nigrum
  - Conocara salmoneum
  - Conocara werneri

- Einara (Parr, 1951) – 2 faj
  - Einara edentula
  - Einara macrolepis

- Leptoderma (Vaillant, 1886) – 4 faj
  - Leptoderma affinis
  - Leptoderma lubricum
  - Leptoderma macrops
  - Leptoderma retropinna

- Microphotolepis (Sazonov & Parin, 1977) – 1 faj
  - Microphotolepis schmidti

- Mirognathus (Parr, 1951) – 1 faj
  - Mirognathus normani

- Narcetes (Alcock, 1890) – 5 faj
  - Narcetes erimelas
  - Narcetes kamoharai
  - Narcetes lloydi
  - Narcetes stomias
  - Narcetes wonderi

- Photostylus (Beebe, 1933) – 1 faj
  - Photostylus pycnopterus

- Rinoctes (Parr, 1952) – 1 faj
  - Rinoctes nasutus

- Rouleina (Jordan, 1923) – 10 faj
  - Rouleina attrita
  - Rouleina danae
  - Rouleina eucla
  - Rouleina euryops
  - Rouleina guentheri
  - Rouleina livida
  - Rouleina maderensis
  - Rouleina nuda
  - Rouleina squamilatera
  - Rouleina watasei

- Talismania (Goode & Bean, 1896) – 11 faj
  - Talismania antillarum
  - Talismania aphos
  - Talismania bifurcata
  - Talismania brachycephala
  - Talismania bussingi
  - Talismania filamentosa
  - Talismania homoptera
  - Talismania kotlyari
  - Talismania longifilis
  - Talismania mekistonema
  - Talismania okinawensis

- Xenodermichthys (Günther, 1878) – 2 faj
  - Xenodermichthys copei
  - Xenodermichthys nodulosus